# ホウケイ酸ガラス

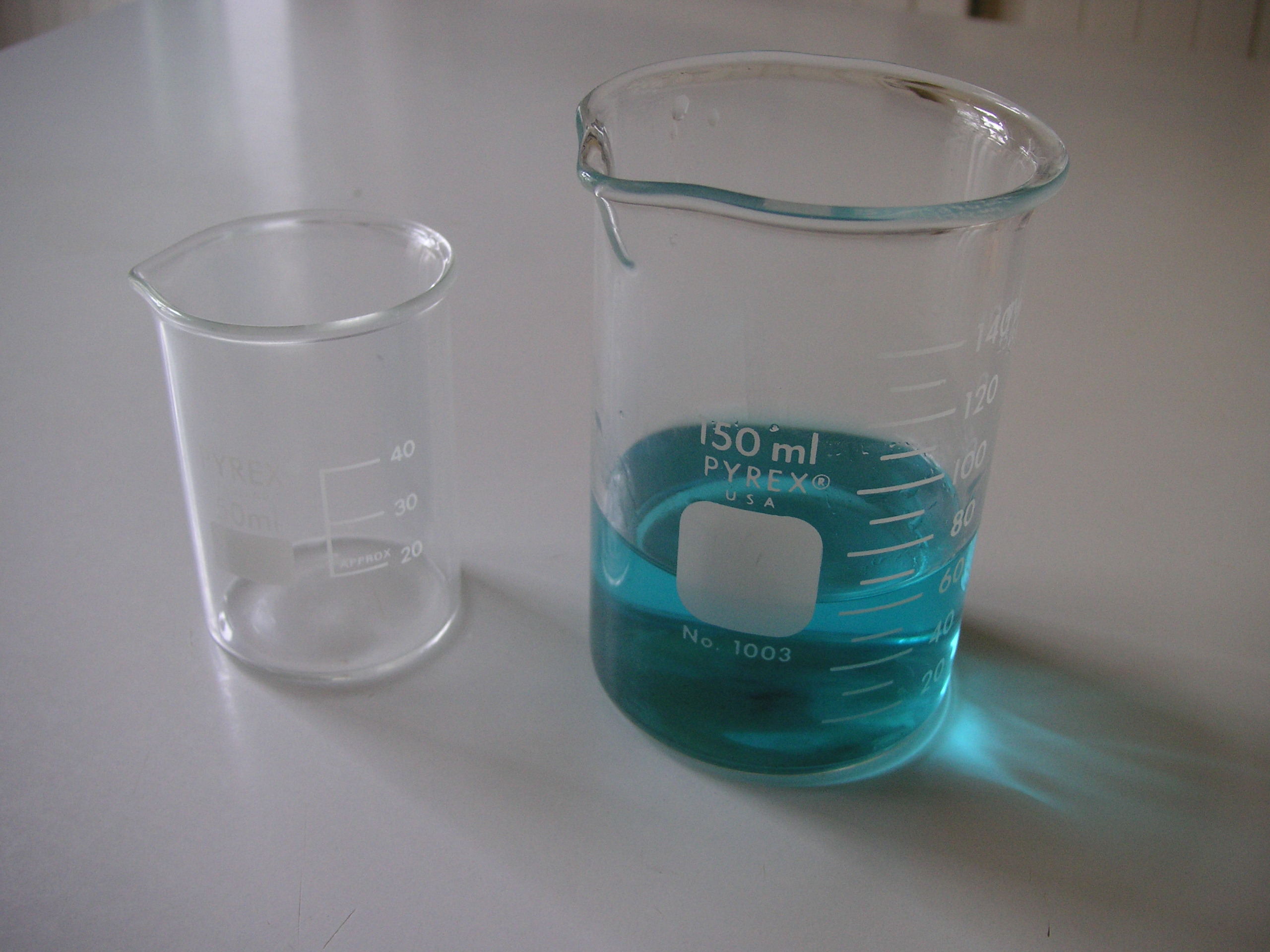
ホウケイ酸ガラスのビーカー

ホウケイ酸ガラス（硼珪酸ガラス、ボロシリケイトガラス、英: borosilicate glass）とは、ホウ酸を5%以上も混ぜて熔融し、軟化する温度や硬度を高めたガラスである。耐熱ガラス、硬質ガラスとして代表的な存在。熱膨張率が低く、そのため一般のガラスに比べて熱衝撃に強い。耐熱性・耐薬品性に優れていることから、理化学器具や台所用品などに用いられている。

## 性質
ホウ素の原子量が小さいため、通常のガラスより密度が低い。
ホウケイ酸ガラスの熱膨張率は3×10-6/Kと、通常のガラスと比べて3分の1程度である。
そのため温度差に起因する熱応力が減少し、熱衝撃に強くなっている。
急激に、あるいは不均一に加熱すれば割れるが、粉々にはなりにくい。
光学的には色分散が小さく（アッベ数65程度）屈折率が低い（可視領域で1.51-1.54）、クラウンガラスである。
通常は無色であるが、ガラス工芸用の着色したものも存在する。

## 製法
通常のガラス原料である珪砂、ソーダ、石灰石に加えてホウ砂を用いる。
実験器具に使われている低膨張率のホウケイ酸ガラスは、およそ80%の二酸化ケイ素、13%の酸化ホウ素、4%の酸化ナトリウム、2-3%の酸化アルミニウムを含んでいる。
融点が高いことから、溶接業で用いられるようなガスバーナーが必要となる。

## 用途
現代ではほぼ全ての実験用ガラス器具がホウケイ酸ガラスでできている。
高融点や紫外線透過性が必要な場合には石英ガラスが用いられるが、加工が難しく高価である。
ホウケイ酸ガラス製の器具を用いると、微量であるがガラス中のホウ素が溶出する。このため、ホウ素の分析では、ホウ素を含まない素材（軟質ガラス、石英ガラス、合成樹脂等）の器具を使用するのが望ましい。
耐熱性が良いことから台所用の器具としても使われている。
わずかな熱変動に対して精度を確保するため、反射望遠鏡の鏡に用いられている。
光学レンズの材料としてもよく使われているが、その場合は非常に質の高い物が要求される。

## 歴史
19世紀末にドイツの化学者フリードリッヒ・オットー・ショットによって開発され、1893年に「デュラン」のブランド名で販売されたのが最初である。
1915年コーニングがパイレックスを売り出すと、とくに英語圏ではパイレックスの名で広まった。もっとも家庭用品に関して言えば、パイレックスブランドの欧州製品はホウケイ酸ガラスを使用しているものの、アメリカ製品はソーダ石灰ガラスを用いている。